# Шашкин, Дмитрий Николаевич
Дми́трий Никола́евич Ша́шкин (груз. დიმიტრი ნიკოლოზის ძე შაშკინი (Димитри Шашкини); род. 8 августа 1975, Тбилиси) — бывший министр в правительстве Грузии, занимавший должность главы Министерства пробации, исполнения наказания и юридической поддержки (2009), пост министра просвещения и науки (2009—2012) и должность главы Министерства обороны (2012). В октябре 2012 года, после победы оппозиции, находясь в служебной командировке в США, заявил об отказе возвращаться на родину. В марте 2013 года вернулся в Тбилиси.

## Биография

### Происхождение
Дмитрий Шашкин родился 8 августа 1975 года в семье Николая Шашкина, уроженца Умани. Семья отца, Николая Шашкина, в 1941 году переехала в Тбилиси во время эвакуации. Николай Шашкин работал прокурором Тбилиси, в период 1996—2006 гг. был членом Конституционного суда Грузии, а затем — секретарём КС Грузии. Про мать известно мало, грузинские СМИ писали о том, что она якобы «работала в „службе прослушки“ МВД». По вероисповеданию Шашкин себя причисляет к православным.
В дальнейшем, после назначения Шашкина на должность главы Министерства пробации, исполнения наказания и юридической поддержки Грузии в 2009 году, его русское происхождение всячески подчёркивалось со стороны Михаила Саакашвили и его сторонников. Кроме того, ими утверждалось, что в 2009 году российские СМИ намеренно замалчивали назначение «министром грузинского правительства этнического русского». Отвечая на вопросы российских журналистов о национальном вопросе, Шашкин утверждал, что проблем с национальностью у него не было (в том числе и после конфликта с Россией в 2008 году). Он объяснял это тем, что в Грузии «этническое происхождение и национальность — они разделены», то есть всё население считается грузинами разного этнического происхождения. В качестве контрпримера он приводил Россию, в которой, по его утверждению, разделение людей по национальному признаку производится искусственно, что «ещё культивировалось Российской империей». Утверждал, что во время августовского конфликта со стороны Грузии гибли военнослужащие негрузинского происхождения, а также приводил пример, когда российская колонна, якобы идущая на Самцхе-Джавахети, была остановлена «грузинами этнически армянского происхождения», причем эти люди не были военными.

### Ранние годы
В 1992 году окончил русскоязычную школу в Тбилиси. В 1992—1993 годах учился на факультете международного права Грузино-греческого университета им. Аристотеля. В этот же период 18-летний Шашкин работал в службе вооружения МВД Грузии. В 1993 году поступил на юридический факультет Тбилисского государственного университета им. Иванэ Джавахишвили, который окончил с отличием в 1998 году. В 1996 году, не прерывая обучения, прошёл воинскую службу в Ахалцихе, получив звание лейтенанта. По возвращении из армии, ещё до окончания учёбы, в 1997—1998 годах — работал помощником директора Американской ассоциации юристов, участвовал в подготовке судебной реформы Грузии. В 1998 году, по окончании университета, устроился координатором грузинской программы в Международном республиканском институте США, который с 1993 года возглавляет Джон Маккейн, известный своими антироссийскими высказываниями. В 2001 году Шашкин там же занял должность директора политических программ, а с 2008 года стал директором грузинской программы МРИ. После «Революции роз» МРИ активно критиковался за непропорциональную поддержку правящей партии ЕНД (в ущерб остальным политическим партиям). Кроме того, в адрес МРИ постоянно звучали обвинения в фальсификациях результатов социологических опросов и необъективности. Эти же обвинения со стороны оппозиции выдвигались и в последующие годы. После занятия министерского поста в феврале 2009 года Шашкин ещё некоторое время работал на МРИ. Также в период работы в МРИ Шашкин участвовал в консалтинге и менеджменте избирательных кампаний различного уровня в США, Грузии, Венгрии, Латвии, России, Турции, Армении и Азербайджане.

### Карьера

#### Министерство исполнения наказаний (2009)
2 февраля 2009, спустя несколько месяцев после войны с Россией, было официально объявлено о назначении Шашкина главой незадолго до этого созданного Министерства пробации, исполнения наказания и юридической поддержки Грузии (министерство начало функционировать с начала 2009 года). Помимо руководства министерством Шашкину была поручена координация осуществления второй волны реформ в Грузии и ведение диалога с оппозиционными политическими партиями. Объявляя об этом, Саакашвили отметил, что будучи в качестве регионального координатора по Грузии в МРИ Шашкин как раз и занимался ведением диалога со многими политическими группами. Шашкин на момент назначения уже был довольно хорошо известен в политических кругах страны и в неправительственном секторе благодаря курированию программы Грузии в МРИ. Однако, грузинской общественности он был практически неизвестен. Новость о назначении Шашкина вызвала как положительную, так и негативную критику. Парламентский секретарь правительства Георгий Хурошвили пояснял, что кандидатура Шашкина была выбрана «исходя из его опыта», причём свою роль сыграло и вхождение в состав «группы реформ». Оппозиция отмечала его симпатии и поддержку Михаила Саакашвили.

#### Министерство образования (2009—2012)
7 декабря 2009 года премьер-министр Грузии Ника Гилаури объявил о назначении Шашкина министром образования и науки, пост которого ранее занимал Ника Гварамия. Официально было объявлено, что Гварамия отправляется на повышение квалификации. Однако политологи высказывали мнение, что это назначение стало результатом борьбы противоборствующими политическими группировками министра юстиции Зураба Адеишвили и главы МВД Вано Мерабишвили. Кроме того, они отмечали постепенное избавление Михаила Саакашвили от своих соратников, так или иначе причастных к разгону антиправительственной демонстрации в ноябре 2007 года.
Через два месяца, 24 февраля 2010 года, Шашкин представил новую государственную программу «Учись и обучай вместе с Грузией», нацеленной на замещение русского языка английским в качестве основного иностранного языка. Программа начала действовать с марта того же года с открытия регистрации добровольцев в качестве учителей иностранного языка. Программа охватывала почти половину городов и сел Грузии, в том числе малоконтингентные школы. Добровольцев вербовали в США, Великобритании, Австралии, Канады, Новой Зеландии, а также в скандинавских и восточноевропейских странах. Первая группа из 50 педагогов прибыла 31 июля 2010 года. Всего планировалось в течение трёх лет пригласить 10000 педагогов, которые должны были жить в грузинских семьях и получать стипендию в $275, а по возвращении на родину, по словам Саакашвили, они должны были «защищать интересы Грузии во всем мире в соответствии с впечатлением, которое мы на них произведем». За четыре года планировалось всех детей в возрасте от 5 до 16 лет сделать англоязычными. Русскому языку отводилась роль регионального, наравне с арабским и турецким. Как отмечала газета The New York Times, борьба с русским языком была одним из способов избавления Грузии от российского влияния, а внедрение английского — способ сблизиться с США. Параллельно с привлечением иностранных учителей была запущена и президентская программа, нацеленная на отправку грузинских студентов на обучение в США. Критики данной программы указывали на то, что изучение иностранных языков географического положения страны всё равно не изменит, а сами педагоги, работавшие в сельских школах, иногда отмечали, что обучение производилось в потрескавшихся классах с нехваткой учебников, и сравнивали эту программу с «покупкой кофеварки до постройки кухни».
На посту министра образования Шашкин поддерживал процесс закрытия русских секторов в школах (школьных курсов с возможностью углубленного изучения русского языка). Свою позицию обосновывал небольшим количеством русского населения в Грузии. Параллельно с этим, им было введено обязательное изучение английского языка как иностранного, а также возможность обучения в грузинских ВУЗах на английском языке.
Ещё одним нововведением, подвергшимся критике, стало заключение в 2011 году договора «О правилах грифирования», согласно которому министерство образования в случае необходимости имеет право печатать учебники без согласия на то издательств с авторскими правами. Это соглашение ставило целью ограничить стоимость школьных учебников в Грузии — их цена не должна была превышать 10 лари. Впоследствии представители издательств заявляли, что они были вынуждены согласиться на это условие под натиском Шашкина. Их недовольство впоследствии усугубилось тем, что пришедшая к власти оппозиция приняла решение компенсировать авторам и издателям сумму, определённую законом, и раздавать учебники бесплатно. Представители издательств заявляли, что эта сумма недостаточна.
После прихода оппозиции к власти в октябре 2012 года, Георгий Маргвелашвили, назначенный новым министром образования, выступил с критикой деятельности Шашкина. В частности, он заявил, что Шашкин, будучи министром образования, якобы распорядился перенести экзаменационные базы для компьютерного тестирования в министерство, «что ставит под вопрос защищенность этих данных». В ответ на эти обвинения Шашкин заявил, что экзаменационные базы он не переносил и что они, наряду с другими электронными базами системы образования, находятся в Информационной системе управления образованием (EMIS) — специальном ведомстве, содержащим все электронные базы системы образования и обеспечивающим техническую поддержку деятельности всей системы.
Однако, несмотря на критику деятельности Шашкина, проводимая им стратегия реформирования образования легла в основу новой стратегии развития профессионального образования, работа над которой началась в январе 2013 года.

#### Министерство обороны (2012)
4 июля 2012 года Саакашвили лично представил Шашкина в качестве нового министра обороны, подчеркнув, что «особо важно назначение Шашкина на фоне объявленной США новой программой о сотрудничестве с Грузией» и «Шашкин, имеющий отличные отношения с американцами, сможет много добиться». Уже через несколько дней Шашкин выдвинул концепцию трёх «Т»: тотальная забота (англ. Total Care), тотальное обучение (англ. Total Training) и тотальная оборона (англ. Total Defense), а слоганом Министерства обороны стала фраза «Ни в мирное время и ни на войне не будет забыт ни один человек» (англ. No man gets left behind in peace and in the war). Тотальная забота подразумевала заботу государства в отношении военного персонала и их семей, тотальное обучение — обучение и тренировки солдат в максимальном режиме для ускорения интеграции в структуры НАТО, тотальная оборона — развитие системы резерва на основании обязательного и добровольного резерва и усиление обороноспособности грузинской армии. Также им было объявлено о планах возвращения призыва в армию наряду с контрактной службой.
В начале августа журналист Георгий Двали опубликовал открытое письмо к Шашкину, в котором он обращал внимание на недостаточность подготовки резервистов из числа гражданских жителей и призывал к возвращению преподавания основ гражданской обороны в школьный и университетский курс, а также к созданию стрельбищ в городах, «дабы люди умели пользоваться хотя бы стрелковым оружием». Помимо этого, по мнению Двали, в Грузии необходимо проводить «специальные программы оборонительного характера» для снижения «имеющихся рисков». В противном случае, подчёркивал журналист, грузинской армии будет сложно вновь противостоять российской армии, и «удар регулярных войск противника, озлобленного собственными потерями, в значительной степени обрушится на беззащитных людей».
После заявления Шашкина о своём невозвращении со стороны политических оппонентов был высказан ряд претензий к бывшему министру обороны. В частности, его обвиняли в том, что он перед отъездом в США выписал себе премию в 700 тыс. лари, что квартиры военнослужащим были распределены несправедливо, а также в том, что он якобы раздал в своём министерстве тысячи единиц автоматического оружия. Шашкин отрицал эти обвинения, заявив, что никакой премии себе не выписывал, а за распределение квартир отвечала специальная комиссия, состоящая из офицеров вооруженных сил. Шашкин признавал только свою просьбу к комиссии о первоочерёдном выделении квартир для раненных в Афганистане военнослужащих и семьи погибшего в ходе спецоперации в ущелье Лопота военного врача. Что касается раздачи оружия, то он лишь единственный раз воспользовался своей возможностью награждать отличившихся сотрудников согласно распоряжению президента Грузии и наградил 45 сотрудников «неавтоматическим оружием». В декабре Генеральная инспекция Министерства обороны подтвердила, что в период с 2009 по 2012 года было выдано премий на сумму больше 41 миллионов, из которых почти половина была выдана тайными указами. В заявлении указывалось, что «премии получали одни и те же должностные лица, в основном высокопоставленные чиновники». Что касается выдачи оружия, то согласно заявлению гениспекции, в этот же период была выдана 161 единица оружия, причём «в 29 случаях оружие было передано гражданским лицам, которые не имеют отношения к Министерству обороны и Вооруженными силами», в связи с чем соответствующие документы были направлены в прокуратуру. Однако, в заявлении не указывалась ни связь с деятельностью Шашкина, ни доля от премий и оружия, пришедшаяся на его период.
Также новым министром обороны Ираклием Аласания был поднят вопрос о бюджетном дефиците в оборонном ведомстве. Шашкин объяснял возникновение дефицита действиями его предшественника — Бачо Ахалая, который, по словам Шашкина, взял на министерство больше обязательств, чем оно могло выполнить, в надежде, что бюджет министерства вырастет осенью. Кроме того, Аласания раскритиковал «Концепцию трёх Т», заявляя, что она «не была полноценной». В конце ноября того же года было официально объявлено о новом лозунге министерства обороны Грузии и формировании новой концепции.

### Эмиграция
В сентябре 2012 года, в преддверии парламентских выборов, Шашкин отправился с рабочим визитом в США. В сентябре проведя там ряд политических встреч, он, узнав о победе на выборах оппозиционного блока «Грузинская мечта», не стал возвращаться в Грузию. Его представители после выборов заявляли о том, что Шашкин всё ещё находится в командировке в США. 22 октября СМИ распространили сообщение Шашкина, оставленное им на своей странице в социальной сети Facebook. В сообщении говорилось о неких «идейных расхождениях» с новой властью и о том, что он «принял решение покинуть Грузию» и подчёркивал, что «всегда соблюдал закон и с ответственностью относился к своим обязанностям», заранее отвергая все возможные обвинения в свой адрес со стороны своих политических оппонентов. В тот же день это решение экс-министра обороны было раскритиковано как политиками, так и экспертами. В частности, председатель парламентского комитета по обороне и безопасности Ираклий Сесиашвили назвал это «безответственным действием». В ответ Шашкин заявлял, что «страна не была в активной военной фазе» и он, будучи министром обороны, «имел право покинуть пост и страну».
Журналисты и политологи предполагали, что отказ от возвращения Шашкина мог быть связан с произошедшим перед выборами скандалом о пытках в Глданской тюрьме и зазвучавшими после него требованиями привлечь его к ответственности как одного из занимавших пост министра исполнения наказаний. Кроме того, юристы допускали возможность предъявления обвинений и за давление на учителей в период занятия должности министра образования и науки. Также высказывались предположения, что отказ мог быть спровоцирован конфликтом его 13-летнего сына с активистами «Грузинской мечты». В дальнейшем, Шашкин объяснил свой отказ угрозой жизни и здоровью членам его семьи (в частности, он упоминал о нападении на его 8-летнюю дочь), а кроме того ему не нравилась политика, проводимая новой властью.
Грузинские СМИ отмечали, что Шашкин стал не первым высокопоставленным чиновником при Михаиле Саакашвили, который покинул страну после прихода к власти оппозиции. Так, например, ранее СМИ сообщали об отъезде бывшего министра юстиции Зураба Адеишвили, экс-министра внутренних дел и обороны Бачо Ахалая и его брата — заместителя Шашкина и бывшего главы Департамента конституционной безопасности Даты Ахалая. Но Шашкин стал первым министром, который официально заявил о своём нежелании возвращаться. Грузинские аналитики высказывали предположения о том, что пример Шашкина мог спровоцировать ещё несколько подобных случаев. Представитель коалиции «За свободу выбора» Ираклий Мелашвили заявил, что считает опасным процессом отъезд из страны бывших высокопоставленных чиновников министерств обороны и внутренних дел, поскольку они как высокопоставленные сотрудники имели доступ к секретной информации, и предложил внести в закон изменения, предусматривающие определённые ограничения для таких сотрудников. После возвращения Бачо Ахалая в начале ноября 2012 года и дачи им показаний в прокуратуре, со стороны некоторых членов ЕНД звучали призывы к Шашкину поступить так же.
В начале марта 2013 года Дмитрий Шашкин с семьёй вернулся в Тбилиси.

## Семья
Жена — Анна Шашкина (в девичестве — Ткемаладзе), есть двое детей — Николоз (род. 1999) и София (род. 2004). Каждый из супругов официально имеет в собственности по одной квартире и одному участку земли в черте Тбилиси. В октябре 2012 года переехали в США, штат Мэриленд, в марте 2013 года вернулись на родину.

## Публикации
- Шашкин Д. Россия уважает только силу. «Грузия Online» (10 мая 2013). Дата обращения: 13 мая 2013. Архивировано из оригинала 17 августа 2013 года.
- Шашкин Д. Российская империя катится к своему краху. «Грузия Online» (6 августа 2013). Дата обращения: 7 августа 2013. Архивировано из оригинала 4 марта 2016 года.